# قائمة أعلام الصين
هذه قائمة بأعلام الكيانات المسماة " الصين " أو المرتبطة بها.

## جمهورية الصين الشعبية

### الأعلام الوطنية
| علَم | مدة                      | يستخدم                    | وصف |
| --- | ------------------------ | ------------------------- | --- |
|     | 1 أكتوبر 1949 – حتى الآن | علم جمهورية الصين الشعبية | خلفية حمراء، ونجمة ذهبية كبيرة وأربع نجوم أصغر إلى اليمين في الكانتون. يتم رفع هذا العلم في البر الرئيسي للصين وهونج كونج وماكاو . |

### أعلامالمناطق الإدارية الخاصة
| علَم | مدة                       | يستخدم        | وصف |
| --- | ------------------------- | ------------- | --- |
|     | 1 يوليو 1997 – حتى الآن   | علم هونغ كونغ | زهرة باوهينيا بلاكيانا بيضاء اللون ذات خمس بتلات على خلفية حمراء مع نجمة واحدة على كل بتلة. الاسم الصيني لزهرة باوهينيا بلاكيانا يتم اختصاره بشكل متكرر إلى紫荊/紫荆( 洋 yáng تعني "أجنبي" باللغة الصينية، وهذا يعتبر غير مناسب من قبل حكومة جمهورية الصين الشعبية، على الرغم من أن紫荊/紫荆يشير إلى جنس آخر يسمى الزمزريق. تم نصب تمثال للنبات في ساحة جولدن باوهينيا في هونج كونج. |
|     | 20 ديسمبر 1999 – حتى الآن | علم ماكاو     | زهرة اللوتس فوق جسر منمق وماء باللون الأبيض، أسفل قوس من خمسة نجوم ذهبية خماسية الرؤوس على حقل أخضر |

### الأعلام العسكرية
| علَم | مدة                    | يستخدم                                 | وصف |
| --- | ---------------------- | -------------------------------------- | --- |
|     | 1948–حتى الآن          | علم جيش التحرير الشعبي                 | خلفية حمراء مع نجمة صفراء في الكانتون، والأرقام الصينية "8" و"1"، تاريخ تأسيس جيش التحرير الشعبي في 1 أغسطس 1927. |
|     | 1992–حتى الآن          | لواء القوات البرية لجيش التحرير الشعبي | علم جيش التحرير الشعبي الصيني مع شريط أخضر في الأسفل.                                                             |
|     | خمسينيات القرن العشرين | جاك من بحرية جيش التحرير الشعبي        | العلم الأحمر مع شعار جيش التحرير الشعبي وخط أزرق في الوسط.                                                        |
|     | 1992–حتى الآن          | لواء بحرية جيش التحرير الشعبي          | علم جيش التحرير الشعبي الصيني مكون من 5 خطوط أفقية، 3 باللون الأزرق و2 باللون الأبيض في الأسفل، تمثل البحر.       |
|     | 1992–حتى الآن          | لواء القوات الجوية لجيش التحرير الشعبي | علم جيش التحرير الشعبي الصيني مع شريط أزرق في الأسفل، يمثل السماء.                                                |
|     | 2016–حتى الآن          | لواء قوة الصواريخ لجيش التحرير الشعبي  | علم جيش التحرير الشعبي الصيني مع شريط أصفر ذهبي في الأسفل، يمثل شعاع إطلاق الصواريخ.                              |
|     | 2018–حتى الآن          | علم قوات الشرطة المسلحة الشعبية        | علم جيش التحرير الشعبي الصيني مع ثلاثة أشرطة خضراء في الأسفل.                                                     |

### الأعلام المدنية
| علَم | مدة                                        | يستخدم                                | وصف |
| --- | ------------------------------------------ | ------------------------------------- | --- |
|     | 1949–حتى الآن                              | علم رواد الصين الشباب                 | علم أحمر مع نجمة خماسية صفراء وشعلة في المنتصف. |
|     | 1922–حتى الآن                              | علم رابطة الشبيبة الشيوعية الصينية    | علم أحمر محاط بنجمة صفراء خماسية الرؤوس. |
|     | من خمسينيات القرن العشرين إلى الوقت الحاضر | علم جمارك جمهورية الصين الشعبية       | تمت إضافة عصا هرمس متقاطعة مع مفتاح ذهبي إلى علم جمهورية الصين الشعبية .                                                                                                |
|     | 2018–حتى الآن                              | علم خدمة الإطفاء والإنقاذ الصينية     | علم ثنائي اللون الأحمر والأزرق مع شارة خدمة الإطفاء والإنقاذ الصينية في الأعلى والنص ثنائي اللغة "علم خدمة الإطفاء والإنقاذ الصينية" في الأسفل.                         |
|     | 2020–حتى الآن                              | علم شرطة الشعب لجمهورية الصين الشعبية | العلم الأحمر مع خط أزرق في الأسفل وشعار شرطة الشعب في الكانتون. |
|     | ؟ -حاضر                                    | علم إدارة السلامة البحرية الصينية     | |
|     | 2021–حتى الآن                              | علم الإدارة الوطنية للهجرة في الصين   | علم أحمر يحمل شعار المنظمة وجدار أزرق. |
|     | 1945–1979[بحاجة لمصدر]                     | علم حكومة منغوليا الداخلية المستقلة   | نجمة حمراء خماسية الرؤوس فوق معول وعمود حصان متقاطعين، ترمز إلى وحدة المزارعين والرعاة في منغوليا الداخلية من أجل الحكم الذاتي المتساوي تحت قيادة الحزب الشيوعي الصيني. |

### أعلام المدن
| علَم | مدة                      | يستخدم      | وصف |
| --- | ------------------------ | ----------- | --- |
|     | 1997                     | علم نينغبو  |     |
|     | يونيو 1988 – ديسمبر 1997 | علم نانجينغ |     |
|     | مارس 2006 – حتى الآن     | علم كايفنغ  |     |
|     | 2009 – حتى الآن          | علم شانغراو |     |

### أعلام سياسية
| علَم | مدة           | يستخدم                        | وصف                                             |
| --- | ------------- | ----------------------------- | ----------------------------------------------- |
|     | 1996–حتى الآن | علم الحزب الشيوعي الصيني      | علم أحمر عليه شعار الحزب الشيوعي الصيني الذهبي. |
|     | 1921–1996     | علم الحزب الشيوعي الصيني      | علم أحمر عليه شعار المطرقة والمنجل الشيوعيان.   |
|     | 1927–1964     | علم جمعية الفلاحين الصينيين   | علم المحراث                                     |
|     | 1925–1953     | علم حزب المصلحة العامة الصيني | منمق "井" " في كانتون                           |

#### أعلام الجماعات السياسية والحركات الانفصالية
| علَم | مدة           | يستخدم                                      | وصف |
| --- | ------------- | ------------------------------------------- | --- |
|     | 2008–2009     | علم الحزب الشيوعي الماوي الصيني             | علم أحمر يحمل صورة ماو تسي تونج الشاب في أعلى اليسار.                                                                      |
|     | 1989          | علم اتحاد طلاب بكين المستقل                 | علم صممه الطلاب الحاضرون في احتجاجات ميدان السلام السماوي عام 1989 .                                                       |
|     | 1997–حتى الآن | علم حزب الشعب المنغولي الداخلي              | |
|     | 1959–حتى الآن | علم الإدارة المركزية التبتية                | نفس علم التبت السابق. |
|     | 1933–حتى الآن | كوك بيرق ، علم حركة استقلال تركستان الشرقية | تم اعتماده لأول مرة كعلم لجمهورية تركستان الشرقية الأولى (1933-1934). وتستخدمه الآن أيضًا حكومة تركستان الشرقية في المنفى . |
|     | 1988–حتى الآن | أعلام الحزب الإسلامي التركستاني             | |

### الأعلام الوطنية المقترحة لجمهورية الصين الشعبية
في يوليو 1949، تم الإعلان عن مسابقة لتصميم علم وطني لجمهورية الصين الشعبية التي تأسست حديثًا. من إجمالي حوالي 3000 تصميم مقترح، تم اختيار 38 تصميمًا نهائيًا. في سبتمبر، تم اعتماد العلم الحالي رسميًا، والذي قدمه زينج ليان سونج، بعد إزالة المطرقة والمنجل .

#### مقترحات بديلة

الاقتراح الأصلي الذي قدمه تسنغ ليان سونغ للعلم الصيني الجديد [18]
اقتراح ماو تسي تونغ للعلم الذي يرمز إلى النهر الأصفر [19]
الاقتراح الثاني للعلم، شريطان أصفران يرمزان إلى النهر الأصفر ونهر اليانغتسي
الاقتراح الثالث للعلم، الشرائط الثلاث ترمز إلى النهر الأصفر ونهر اليانغتسي ونهر اللؤلؤ
الاقتراح الرابع للعلم

### أعلام البيت
| علَم | مدة           | يستخدم                     | وصف |
| --- | ------------- | -------------------------- | --- |
|     | 1984–حتى الآن | علم منزل مجموعة تجار الصين |     |
|     | 1951–1984     | علم منزل مجموعة تجار الصين |     |
|     | 1960–1993     | علم منزل شركة كوسكو        |     |

### الدول الاشتراكية التاريخية
| علَم | مدة     | يستخدم                                      | وصف |
| --- | ------- | ------------------------------------------- | --- |
|     | 1931–34 | العلم المستخدم في جمهورية مينكسي السوفيتية  | نجمة حمراء ومطرقة ومنجل باللون الأسود في الزاوية العلوية اليسرى.                                                                                       |
|     | 1931–34 | علم جمهورية جيانغشي السوفيتية               | نجمة حمراء ومطرقة ومنجل بالإضافة إلى الحروف الصينية لـ "الشيوعيين الصينيين" (Zhonggong، 中共) مكتوبة بالترتيب الكلاسيكي للكلمات، أي القراءة من اليمين. |
|     | 1931–34 | علم جمهورية الصين السوفيتية                 | العلم الأحمر مع الشعار الوطني في الوسط. |
|     | 1933–34 | علم حكومة شعب فوجيان                        | علم أفقي ثنائي اللون الأحمر والأزرق ومشحون بنجمة صفراء خماسية الرؤوس في المنتصف.                                                                       |
|     | 1928–41 | العلم المستخدم في جمهورية كيونغيا السوفيتية | |

## جمهورية الصين (تايوان)

#### أعلام الحكومات الإقليمية
| علَم | مدة       | يستخدم                                   | وصف |
| --- | --------- | ---------------------------------------- | --- |
|     | 1911–1912 | علم حكومة سيتشوان العسكرية هان العظيمة . |     |
|     | 1911–1912 | علم باجوا للحكومة العسكرية لمقاطعة شانشي |     |

### المعايير

#### رئيس الدولة
| علَم | مدة           | يستخدم                                            | وصف |
| --- | ------------- | ------------------------------------------------- | --- |
|     | 1988–حتى الآن | العلم التقليدي لدى رئيس جمهورية الصين             |     |
|     | 1929–1988     | المعيار القديم لرئيس جمهورية الصين                |     |
|     | 1927–1928     | علم القائد الأعلى لجمهورية الصين ( حكومة بييانغ ) |     |

#### نائب الرئيس
| علَم | مدة       | يستخدم                                     | وصف                                                                                 |
| --- | --------- | ------------------------------------------ | ----------------------------------------------------------------------------------- |
|     | 1947–1986 | العلم التقليدي لدى نائب رئيس جمهورية الصين | ألغيت بموجب قانون حامل الراية لبحرية جمهورية الصين (海軍旗章條例 ) في 3 يناير 1986. |

#### كبار المسؤولين التنفيذيين الآخرين
| علَم | مدة       | يستخدم                                                     | وصف |
| --- | --------- | ---------------------------------------------------------- | --- |
|     | 1929–2003 | علم مشترك لجميع كبار المسؤولين التنفيذيين في جمهورية الصين |     |

### الأعلام العسكرية
| علَم | مدة           | يستخدم                                                                   | وصف |
| --- | ------------- | ------------------------------------------------------------------------ | --- |
|     | 1986–حتى الآن | علم وزارة الدفاع الوطني لجمهورية الصين ( القوات المسلحة لجمهورية الصين ) |     |
|     | 1986–حتى الآن | علم رئيس الأركان العامة ( القوات المسلحة لجمهورية الصين )                |     |
|     | 1924–حتى الآن | علم الشرطة العسكرية لجمهورية الصين                                       |     |
|     | 1945–حتى الآن | علم احتياطي القوات المسلحة لجمهورية الصين                                |     |
|     | 1946–2012     | علم القيادة اللوجستية المشتركة لجمهورية الصين                            |     |
|     | 1945–1992     | علم قيادة حامية تايوان                                                   |     |

#### أعلامالجيش
| علَم | مدة           | يستخدم                                             | وصف                                                                                               |
| --- | ------------- | -------------------------------------------------- | ------------------------------------------------------------------------------------------------- |
|     | 1924–حتى الآن | علم جيش جمهورية الصين (سابقًا الجيش الثوري الوطني ) | السماء الزرقاء مع الشمس البيضاء ذات الحدود الحمراء.                                               |
|     |               | علم قائد الجيش                                     |                                                                                                   |
|     |               | علم الجنرال الكبير                                 |                                                                                                   |
|     |               | علم الجنرال                                        |                                                                                                   |
|     |               | علم الفريق أول                                     |                                                                                                   |
|     |               | علم اللواء                                         |                                                                                                   |
|     |               | علم العقيد                                         |                                                                                                   |
|     | 1911–1928     | علم انتفاضة ووتشانغ ؛ علم جيش جمهورية الصين        | راية انتفاضة ووتشانغ في 10 أكتوبر 1911، والتي استخدمت فيما بعد كعلم لجيش جمهورية الصين، ق. 1913 . |

#### القوات الجوية
| علَم | مدة           | يستخدم                                    | وصف |
| --- | ------------- | ----------------------------------------- | --- |
|     | 1981–حتى الآن | علم القوات الجوية لجمهورية الصين          |     |
|     | 1948–1981     | العلم القديم للقوات الجوية لجمهورية الصين |     |
|     | 1937–1948     | العلم القديم للقوات الجوية لجمهورية الصين |     |
|     |               | القائد العام للقوات الجوية                |     |
|     |               | علم الجنرال الكبير                        |     |
|     |               | علم الجنرال                               |     |
|     |               | علم الفريق أول                            |     |
|     |               | علم اللواء                                |     |
|     |               | علم العقيد                                |     |
|     | 1986–حتى الآن | نموذج علم وحدات القوات الجوية             |     |
|     | 1981–1986     | نموذج علم وحدات القوات الجوية             |     |
|     | 1962–1981     | نموذج علم وحدات القوات الجوية             |     |
|     | 1958–1962     | نموذج علم وحدات القوات الجوية             |     |
|     | 1948–1958     | نموذج علم وحدات القوات الجوية             |     |

#### مشاة البحرية
| علَم | مدة | يستخدم                               | وصف                 |
| --- | --- | ------------------------------------ | ------------------- |
|     |     | علم مشاة البحرية لجمهورية الصين      |                     |
|     |     | علم الجنرال                          |                     |
|     |     | علم الفريق أول                       |                     |
|     |     | علم اللواء                           |                     |
|     |     | علم العقيد                           |                     |
|     |     | علم وحدة مشاة البحرية لجمهورية الصين | مستخدم منذ عام 1986 |

#### القيادة اللوجستية المشتركة
| علَم | مدة       | يستخدم                                 | وصف |
| --- | --------- | -------------------------------------- | --- |
|     | 1973–2012 | علم قوة الخدمة المشتركة لجمهورية الصين |     |
|     | 1964–1979 | علم قوة الخدمة المشتركة لجمهورية الصين |     |
|     | 1960–1964 | علم قوة الخدمة المشتركة لجمهورية الصين |     |
|     | 1958–1960 | علم قوة الخدمة المشتركة لجمهورية الصين |     |
|     | 1956–1958 | علم قوة الخدمة المشتركة لجمهورية الصين |     |
|     | 1952–1956 | علم قوة الخدمة المشتركة لجمهورية الصين |     |

#### جامعة الدفاع الوطني
| علَم | مدة           | يستخدم                                                     | وصف |
| --- | ------------- | ---------------------------------------------------------- | --- |
|     | 2014–حتى الآن | راية الكلية العسكرية بجامعة الدفاع الوطني                  |     |
|     | 2014–حتى الآن | راية الكلية العسكرية للقيادة والأركان بجامعة الدفاع الوطني |     |
|     | 2014–حتى الآن | علم كلية القيادة والأركان البحرية                          |     |
|     | 2014–حتى الآن | علم كلية القيادة والأركان الجوية                           |     |
|     | 2014–حتى الآن | علم المركز الطبي للدفاع الوطني                             |     |
|     | 2014–حتى الآن | علم كلية فو هسينغ كانغ                                     |     |
|     | 2014–حتى الآن | علم معهد تشونغ تشنغ للتكنولوجيا                            |     |
|     | 2014–حتى الآن | علم المدرسة العليا للإدارة بجامعة الدفاع الوطني            |     |
|     | 2000–2014     | لافتة قديمة للكلية العسكرية بجامعة الدفاع الوطني           |     |
|     | 1968–2000     | العلم القديم لجامعة الدفاع الوطني                          |     |

### إدارة خفر السواحل
| علَم | مدة           | يستخدم                                         | وصف |
| --- | ------------- | ---------------------------------------------- | --- |
|     | 2000–حتى الآن | علم إدارة خفر السواحل لجمهورية الصين           |     |
|     | 2000–حتى الآن | علم وزير خفر السواحل لجمهورية الصين            |     |
|     | 2000–حتى الآن | علم مدير خفر السواحل لجمهورية الصين            |     |
|     | 2000–حتى الآن | علم قائد خفر السواحل في نانشا بجمهورية الصين   |     |
|     | 2000–حتى الآن | علم المدير العام لخفر السواحل في جمهورية الصين |     |
|     | 2000–حتى الآن | علم وحدة خفر السواحل لجمهورية الصين            |     |
|     | 1925–1928     | لواء الدفاع الساحلي لجمهورية الصين             |     |

### شرطة
| علَم | مدة           | يستخدم                                                        | وصف                                                |
| --- | ------------- | ------------------------------------------------------------- | -------------------------------------------------- |
|     | 1974–حتى الآن | علم شرطة جمهورية الصين                                        |                                                    |
|     | 1947–1974     | علم شرطة جمهورية الصين                                        | علم جمهورية الصين ملطخ بالحمامة الذهبية على ذبابة. |
|     | 1932–1947     | علم شرطة جمهورية الصين.                                       |                                                    |
|     | 1912–1928     | علم شرطة جمهورية الصين                                        |                                                    |
|     | 1974–حتى الآن | علم وكالة الشرطة الوطنية                                      |                                                    |
|     | 1974–حتى الآن | علم جامعة الشرطة المركزية                                     |                                                    |
|     | 1974–حتى الآن | علم الشرطة التطوعية لجمهورية الصين                            |                                                    |
|     | 1974–حتى الآن | علم المدير العام لشرطة جمهورية الصين                          |                                                    |
|     | 1974–حتى الآن | علم مفوض البلدية الخاضعة للسيطرة المباشرة لشرطة جمهورية الصين |                                                    |
|     | 1932–1949     | علم الشرطة التطوعية لجمهورية الصين                            |                                                    |

#### شرطة المياه
| علَم | مدة       | يستخدم                   | وصف |
| --- | --------- | ------------------------ | --- |
|     | 1928–1949 | لواء شرطة المياه الصينية |     |
|     | 1912–1928 | لواء شرطة المياه الصينية |     |

### خدمة الإطفاء
| علَم | مدة           | يستخدم                            | وصف |
| --- | ------------- | --------------------------------- | --- |
|     | 1996–حتى الآن | علم خدمة الإطفاء في جمهورية الصين |     |
|     | 1996–حتى الآن | وحدة علم خدمة الإطفاء             |     |

### طيران الإنقاذ
| علَم | مدة           | يستخدم                              | وصف |
| --- | ------------- | ----------------------------------- | --- |
|     | 2005–حتى الآن | علم فيلق الخدمة المحمولة جواً الوطني |     |

### الوزارات
| علَم | مدة           | يستخدم                              | وصف |
| --- | ------------- | ----------------------------------- | --- |
|     |               | علم إدارة الرياضة                   | |
|     |               | علم وزارة النقل والاتصالات          | |
|     |               | علم وزارة التربية والتعليم          | |
|     | 2014–حتى الآن | علم وزارة المالية                   | |
|     | 1950–2014     | علم وزارة المالية                   | تم استخدامه سابقًا كعلم للمفتش العام للجمارك خلال الفترة 1929-1950. خلفية خضراء مع صليب أصفر يتراكب عليه علم "السماء الزرقاء والشمس البيضاء". |
|     |               | علم وزارة الصحة والرعاية الاجتماعية | |

### المجالس
| علَم | مدة | يستخدم                          | وصف |
| --- | --- | ------------------------------- | --- |
|     |     | علم مجلس الطاقة الذرية          |     |
|     |     | علم مجلس شؤون المحاربين القدامى |     |
|     |     | علم مجلس شؤون الجاليات الأجنبية |     |
|     |     | علم الهيئة الوطنية للاتصالات    |     |
|     |     | علم مجلس التنمية الوطنية        |     |

### وكالة
| علَم | مدة           | يستخدم                                                                  | وصف |
| --- | ------------- | ----------------------------------------------------------------------- | --- |
|     |               | علم مكتب الطرق السريعة الوطني لمنطقة تايوان لجمهورية الصين              | لم يتم استخدامه منذ اندماج مكتب منطقة تايوان الوطني مع مكتب الطرق السريعة في عام 2018.                         |
|     |               | علم إدارة الطيران المدني لجمهورية الصين                                 | |
|     |               | علم مكتب السكك الحديدية عالية السرعة في جمهورية الصين                   | لم يتم استخدامه منذ اندماج مكتب السكك الحديدية عالية السرعة مع مكتب السكك الحديدية في عام 2018.                |
|     |               | علم مكتب هندسة الطرق السريعة الوطني لمنطقة تايوان ، MOTC، جمهورية الصين | لم يتم استخدامه منذ اندماج مكتب هندسة الطرق السريعة الوطنية في منطقة تايوان مع مكتب الطرق السريعة في عام 2018. |
|     |               | علم معهد النقل في جمهورية الصين                                         | |
|     | 2014–حتى الآن | علم مكتب الشؤون البحرية والموانئ لجمهورية الصين                         | |
|     | 2007–حتى الآن | علم الوكالة الوطنية للهجرة في جمهورية الصين                             | |

### اللواء المدني والتجاري
| علَم | مدة               | يستخدم                                                           | وصف |
| --- | ----------------- | ---------------------------------------------------------------- | --- |
|     | 1929–1966         | اللواء المدني لجمهورية الصين                                     | تمت إضافة أربعة خطوط صفراء مسننة إلى علم جمهورية الصين لاستخدامها كعلم مدني في البحر. العلم المدني الحالي هو العلم الوطني . |
|     | 1935 – حوالي 1949 | سفن اختبار دورية مصايد الأسماك والتحقيق في مصايد الأسماك الصينية | |

### الأعلام البريدية
| علَم | مدة       | يستخدم                       | وصف |
| --- | --------- | ---------------------------- | --- |
|     | 1935–     | العلم البريدي لجمهورية الصين | |
|     | 1929–1935 | العلم البريدي للصين          | تم وضع "السماء الزرقاء والشمس البيضاء" في الكانتون. |
|     | 1919–1929 | العلم البريدي للصين          | العلم الأبيض مع العلم ذي الألوان الخمسة في الكانتون، والنص ثنائي اللغة "Postes" في الربع السفلي من الرافعة، وإوزة رمادية اللون في النصف العلوي من السترة. |

### دائرة الجمارك البحرية الصينية
| علَم | مدة                                      | يستخدم                                                                             | وصف                                                                       |
| --- | ---------------------------------------- | ---------------------------------------------------------------------------------- | ------------------------------------------------------------------------- |
|     | 1977–حتى الآن                            | علم الجمارك                                                                        |                                                                           |
|     | 1977–حتى الآن                            | علم المدير العام للجمارك                                                           |                                                                           |
|     | 1929–1950                                | علم المفتش العام، 1929-1950 ولا يزال يستخدمه وزير مالية جمهورية الصين حتى عام 2014 | خلفية خضراء مع صليب أصفر يتراكب عليه علم "السماء الزرقاء والشمس البيضاء". |
|     | 1931–1950 (استخدمتها السفن حتى عام 1976) | لواء الجمارك الصينية (حكومة نانجينغ)                                               |                                                                           |
|     | 1929–1931                                | لواء الجمارك الصينية (حكومة نانجينغ)                                               |                                                                           |
|     | 1911–1928                                | لواء الجمارك الصينية (حكومة بييانغ)                                                |                                                                           |

### إدارة الملح
| علَم | مدة       | يستخدم                   | وصف |
| --- | --------- | ------------------------ | --- |
|     | 1929–1949 | لواء إدارة الملح الصينية |     |
|     | 1912–1929 | لواء إدارة الملح الصينية |     |

### راية نادي اليخوت
| علَم | مدة           | يستخدم                             | وصف |
| --- | ------------- | ---------------------------------- | --- |
|     | 1966–حتى الآن | نادي اليخوت التابع لجمهورية الصين  | تمت إضافة أربعة خطوط صفراء مسننة إلى علم جمهورية الصين لاستخدامها كعلم لنادي اليخوت. تم استخدامها سابقًا كعلم مدني خلال الفترة من 1928 إلى 1966. |
|     | 1966–حتى الآن | نادي اليخوت بورجي في جمهورية الصين | السماء الزرقاء مع الشمس البيضاء في شكل برج (راية).                                                                                              |

### الأعلام الرياضية
| علَم | مدة          | يستخدم                                                     | وصف |
| --- | ------------ | ---------------------------------------------------------- | --- |
|     | 1979–        | علم أولمبياد تايبيه الصينية                                | تم الاعتراف باللجنة الأولمبية الصينية باسم " تايبيه الصينية " في الألعاب الأولمبية ، بسبب الوضع السياسي لتايوان . |
|     | 2019–        | علم تايبيه الصينية المستخدم في الألعاب البارالمبية         | |
|     |              | علم تايبيه الصينية المستخدم في دورة الألعاب الأولمبية للصم | |
|     |              | علم تايبيه الصينية المستخدم في الألعاب الجامعية            | |
|     |              | علم الكرة الطائرة في تايبيه الصينية                        | |
|     |              | علم الرياضات الإلكترونية في تايبيه الصينية                 | يتم استخدامه في مسابقات الرياضات الإلكترونية التي تنظمها شركة Blizzard Entertainment .                            |
|     | 2004–2019    | علم الألعاب البارالمبية الصينية تايبيه                     | |
|     | قبل عام 2004 | علم الألعاب البارالمبية الصينية تايبيه                     | |
|     |              | علم كرة القدم السابق لتايبيه الصينية                       | |

### أعلام المدن والمقاطعات
اعتبارًا من 1997 نوفمبر 18 ، حظرت الحكومة الصينية على المحليات صنع واستخدام الأعلام والشعارات المحلية. وعلى الرغم من الحظر، فقد اعتمدت بعض المدن علمها الخاص الذي يتضمن في كثير من الأحيان شعارها المحلي كما هو موضح أدناه. وتستمر المناطق الخاضعة لسيطرة جمهورية الصين في استخدام الأعلام الخاصة بها.

### المحافظات
لا توجد أعلام إقليمية في البر الرئيسي الذي تسيطر عليه جمهورية الصين الشعبية، ولكن المنطقة التي تسيطر عليها جمهورية الصين لديها علم لواحدة من مقاطعتيها.
| علَم | مدة | يستخدم        | وصف |
| --- | --- | ------------- | --- |
|     |     | مقاطعة تايوان |     |

### أعلام الجامعات
| علَم | مدة       | يستخدم                     | وصف |
| --- | --------- | -------------------------- | --- |
|     | 1910-؟    | علم جامعة الصين            |     |
|     | 1928–2010 | علم جامعة شنغهاي جياو تونغ |     |

### أعلام ثقافية
| علَم | مدة           | يستخدم                                            | وصف |
| --- | ------------- | ------------------------------------------------- | --- |
|     | 2018–حتى الآن | علم شعب تاو                                       | علم أبيض يحمل رمز "عين القارب" التقليدي وزخارف مثلثة تقليدية في الأعلى والأسفل.                                                                             |
|     | 2017–حتى الآن | علم شعب روكاي                                     | "علم الزنبق" يتكون من ثلاثة ألوان: الأحمر والأصفر والأخضر، يمثل الأمل والحب والسلام. تمثل الزنابق وريش النسر نقاء وعدالة قبيلة روكاي، وقد صممها جين شاوهوا. |
|     | 2017–حتى الآن | علم الشعوب الأصلية التايوانية في تايتشونغ         | |
|     | 2016–حتى الآن | "العلم الوطني" لشعب أميس في مهرجان أميس الموسيقي. | |
|     | ؟ -حاضر       | علم شعب أميس في تايدونغ (قبيلة فالانغاو zh )      | |
|     | 1984–1998     | علم جمعية تايوان لتعزيز حقوق السكان الأصليين      | |

### الأعلام المقترحة

#### جمهورية الصين
| علَم | مدة  | يستخدم                                                                              | وصف |
| --- | ---- | ----------------------------------------------------------------------------------- | --- |
|     | 1906 | اقتراح تيو إنج هوك وزوجته الأول لعلم اللجنة الأولمبية الروسية                       |     |
|     | 1906 | الاقتراح رقم 2 لعلم جمهورية الصين                                                   |     |
|     | 1906 | الاقتراح رقم 3 لعلم جمهورية الصين، والذي تم اعتماده لاحقًا كعلم لجيش جمهورية الصين   |     |
|     | 1906 | الاقتراح رقم 4 لعلم جمهورية الصين، والذي تم اعتماده لاحقًا كعلم لحزب تشي غونغ الصيني |     |
|     | 1906 | الاقتراح رقم 5 لعلم جمهورية الصين، والذي استُخدم لاحقًا كعلم المارشال في حكومة بييانغ |     |

#### حركة استقلال تايوان
| علَم | مدة  | يستخدم                              | وصف |
| --- | ---- | ----------------------------------- | --- |
|     | 1955 | اقتراح حكومة جمهورية تايوان المؤقتة |     |
|     | 1994 | اقتراح دونالد ليو                   |     |
|     | 2005 | اقتراح حملة جمهورية تايوان 908      |     |
|     | 2013 | اقتراح المؤتمر التايواني العالمي    |     |
|     | 2016 | "تايوان فورموزا" بقلم تشيه هاو تشين |     |

### أعلام السكك الحديدية
| علَم | مدة       | يستخدم                             | وصف                                             |
| --- | --------- | ---------------------------------- | ----------------------------------------------- |
|     |           | لواء السكك الحديدية لجمهورية الصين | وهو أيضًا علم إدارة السكك الحديدية في تايوان.    |
|     | 1919–1951 | لواء السكك الحديدية في الصين       | تم استخدامه في تايوان من عام 1947 إلى عام 1951. |

### أعلام البيت
| علَم | مدة       | يستخدم                     | وصف |
| --- | --------- | -------------------------- | --- |
|     | 1942–1972 | علم منزل مجموعة تجار الصين |     |
|     | 1873–1942 | علم منزل مجموعة تجار الصين |     |

### أعلام الجمعيات
| علَم | مدة           | يستخدم                               | وصف |
| --- | ------------- | ------------------------------------ | --- |
|     | 1938–1947     | علم رابطة شباب المبادئ الثلاثة للشعب |     |
|     | 1952–حتى الآن | علم فيلق الشباب الصيني               |     |
|     | 1937–حتى الآن | جمعية علم الصليب المعقوف الأحمر      |     |
|     |               | علم اتحاد البحارة الصيني             |     |

### أمراء الحرب
| علَم | مدة       | يستخدم                                                                      | وصف                                                         |
| --- | --------- | --------------------------------------------------------------------------- | ----------------------------------------------------------- |
|     | 1933–1944 | علم شينجيانغ                                                                | استخدمتها حكومة مقاطعة شينغ شيكاي في شينجيانغ حتى عام 1944. |
|     | 1929      | العلم الذي استخدمته قوات تشانغ شيويليانغ                                    | تم الاستيلاء عليها من قبل الجنود السوفييت في عام 1929 .     |
|     | 1911      | العلم الذي استخدمته القوة المتمردة في ثورة شينهاي في أنكينغ                 |                                                             |
|     | 1911      | العلم الذي استخدمته القوة المتمردة في ثورة شينهاي في تشانغشا                |                                                             |
|     | 1911      | العلم الذي يستخدمه الجيش بقيادة تشين جيونج مينج                             |                                                             |
|     | 1911      | العلم الذي استخدمته القوة المتمردة في ثورة شينهاي في تشجيانغ                |                                                             |
|     | 1911      | العلم بعد انتصار انتفاضة كونمينغ                                            |                                                             |
|     | 1911      | العلم الذي استخدمته القوة الملكية في عهد أسرة تشينغ في ثورة شينهاي في جيجيو |                                                             |

## سلالة تشينغ ودول أخرى قبل عام 1912

### الأعلام الوطنية
| علَم | مدة       | يستخدم                                                       | وصف                                                  |
| --- | --------- | ------------------------------------------------------------ | ---------------------------------------------------- |
|     | 1862–1912 | علم سلالة تشينغ                                              | العلم البحري والعلم شبه الوطني في المناسبات الدولية. |
|     | 1862–1890 | تم استخدامها على متن السفن البحرية في عهد أسرة تشينغ للتعريف | نفس العلم الوطني                                     |

### أعلام تقليدية
| علَم | مدة       | يستخدم              | وصف                                                                                                |
| --- | --------- | ------------------- | -------------------------------------------------------------------------------------------------- |
|     | 1862–1912 | راية إمبراطور تشينغ | تنين أزرق اللون على حقل أصفر مثلثي بسيط مع شمس حمراء للغراب ثلاثي الأرجل في الزاوية اليسرى العليا. |

### أعلام عسكرية
| علَم | مدة       | يستخدم                                            | وصف |
| --- | --------- | ------------------------------------------------- | --- |
|     | 1644–1912 | علم الجيش الأخضر                                  | علم الجيش الأخضر. إعادة تلوين العلم الإمبراطوري للإمبراطور تشينغ باللون الأخضر.                                                                                          |
|     | 1615–1911 | علم الراية الصفراء ذات الحدود من الرايات الثمانية | تم إنشاء الرايات الثمانية في أوائل القرن السابع عشر على يد نورهاسي لتوحيد شعب جورشن في سلالة المانشو . وكانت الرايات الثلاث الأولى تحت القيادة المباشرة للإمبراطور نفسه. |
|     | 1615–1911 | علم الراية الصفراء البسيطة للرايات الثمانية       | |
|     | 1615–1911 | علم الراية البيضاء البسيطة للرايات الثمانية       | |
|     | 1615–1911 | علم الراية الحمراء البسيطة للرايات الثمانية       | |
|     | 1615–1911 | علم الراية البيضاء ذات الحدود من الرايات الثمانية | |
|     | 1615–1911 | علم الراية الحمراء ذات الحدود من الرايات الثمانية | |
|     | 1615–1911 | علم الراية الزرقاء البسيطة للرايات الثمانية       | |
|     | 1615–1911 | علم الراية الزرقاء ذات الحدود من الرايات الثمانية | |

### دائرة الجمارك البحرية الصينية
| علَم | مدة       | يستخدم               | وصف                    |
| --- | --------- | -------------------- | ---------------------- |
|     | 1867–1911 | لواء الجمارك الصينية | علم أخضر مع صليب أصفر. |

### أعلام البيت
| علَم | مدة       | يستخدم                     | وصف |
| --- | --------- | -------------------------- | --- |
|     | 1873–1942 | علم منزل مجموعة تجار الصين |     |
|     | 1872–1873 | علم منزل مجموعة تجار الصين |     |

### أعلام الأنظمة المحلية
| علَم | مدة                           | يستخدم                                                          | وصف |
| --- | ----------------------------- | --------------------------------------------------------------- | --- |
|     | ستينيات القرن التاسع عشر–1885 | علم جيش العلم الأسود                                            | علم جيش العلم الأسود، وهو جيش صيني فيتنامي وقوة حرب عصابات قاتلت ضد الفرنسيين في الحرب الصينية الفرنسية . علم أسود مع حرف 令 أبيض. |
|     | 1895                          | علم جمهورية فورموزا                                             | نمر على خلفية زرقاء بسيطة مع سحب زرقاء أسفله.                                                                                      |
|     | 1883                          | العلم الذي يستخدمه عمال مناجم الذهب في ما يسمى بجمهورية جيلتوجا | علم جمهورية جيلتوجا كما يظهر في الصورة وكما هو مكتوب في الوصف (علم "أسود وأصفر" "يرمز إلى اتحاد الأرض والذهب".                     |
|     | 1873–1877                     | علم يتشار                                                       | استخدمه Yettishar حتى عام 1877. |
|     | 1865–1873                     | علم يتشار                                                       | استخدمه Yettishar حتى عام 1873. |
|     | 1856–1873                     | علم بينغنان قوه                                                 | |
|     | 1661–1683                     | علم مملكة تونغنينغ                                              | الحرف الصيني "鄭" في دائرة حمراء على حقل أبيض عادي.                                                                                |
|     | 1624–1668                     | علم فورموزا الهولندية                                           | علم شركة الهند الشرقية الهولندية                                                                                                   |
|     | 1626–1642                     | علم فورموزا الإسبانية                                           | صليب بورغندي |
|     | ؟                             | علم خانية جغتاي                                                 | مربع ذهبي في وسط راية بيضاء، كما هو موضح في الأطلس الكاتالوني .                                                                    |

#### أعلام ثورة الملاكمين
| علَم | مدة | يستخدم           | وصف |
| --- | --- | ---------------- | --- |
|     | ق. 1890s–1901 | علم المعركة      | علم المعركة الذي استخدمه شعب ييهيتوان أثناء ثورة الملاكمين . علم أحمر به مربع أسود، منقوش عليه حرف أحمر 令 ( (البينيين: lìng) ؛ ، مستوحى من علم جيش العلم الأسود. |
|     | ق. 1890s–1901 | علم معادٍ للأجانب | نوع من الأعلام التي استخدمها شعب ييهيتوان أثناء ثورة الملاكمين ، منقوش عليها الأحرف 扶清滅洋 ( (البينيين: fú qīng miè yáng؛ بالترجمة الحرفية 'Support the Qing and Destroy the Foreigners') ). يصف مذكرات أحد اليسوعيين الفرنسيين المعاصرين العلم بأنه "أصفر [...] مع حدود سوداء". |
|     | تحوي هذه المقالة أو هذا القسم ترجمة آلية. فضلًا، ساهم في تدقيقها وتحسينها أو إزالتها لأنها تخالف سياسات ويكيبيديا. (نقاش) |                  | |

#### أعلام القراصنة الصينيين
| علَم | مدة            | يستخدم                                                                             | وصف |
| --- | -------------- | ---------------------------------------------------------------------------------- | --- |
|     | حوالي عام 1849 | يقال أن علم القراصنة الصينيين Shap-ng-tsai أو الزخرفة يتم الخلط بينها وبين الراية. | تم رسم العلم بصورة تشانغ داولينغ (34-156 م)، مؤسس الطاوية كدين في الصين. وهو يجلس على صخرة ويحمل باجوا (رمز الطاوية) مع نمر أو تشيلين خلفه. يمتد خط من الخفافيش على طول حافة الذبابة (رمز للحظ السعيد). |

#### اللافتات التي وصفها ووجينج زونجياو

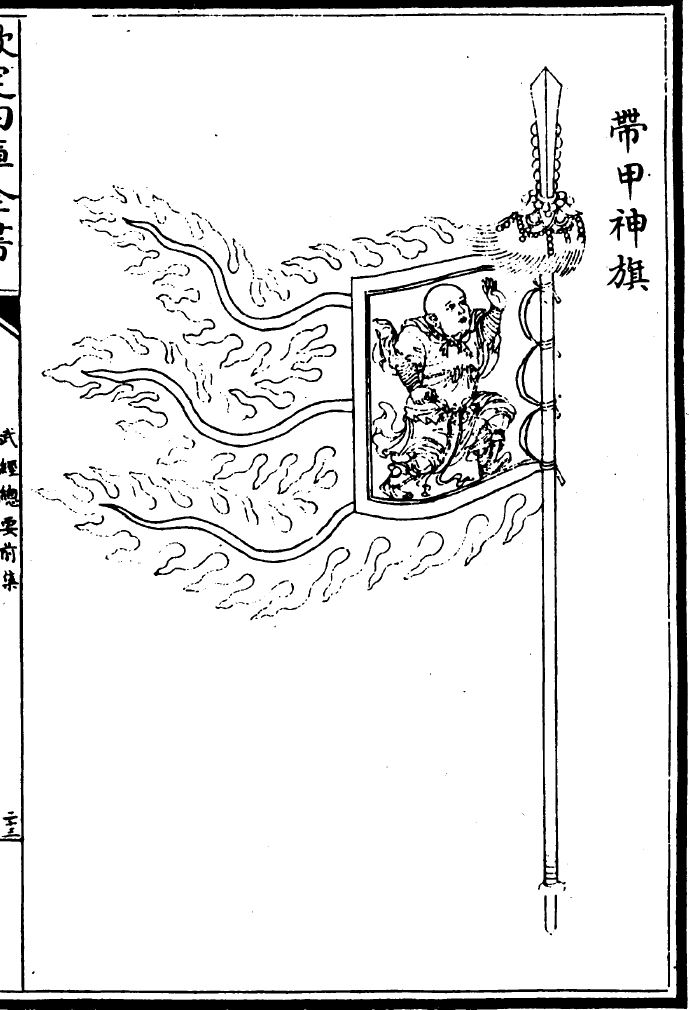
سلالة سونغ
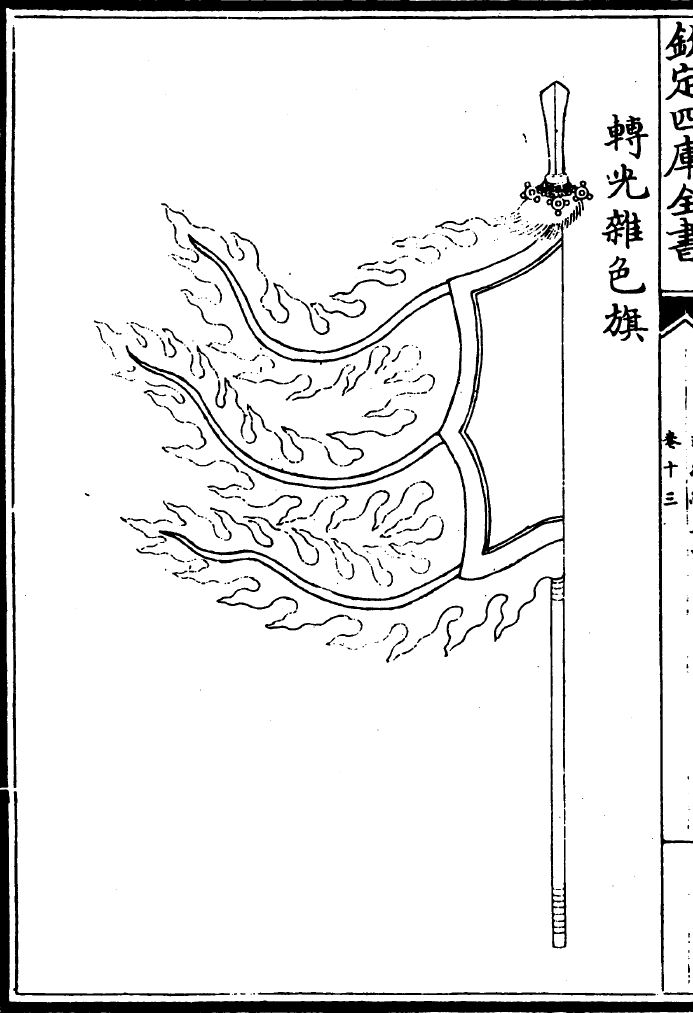
سلالة سونغ
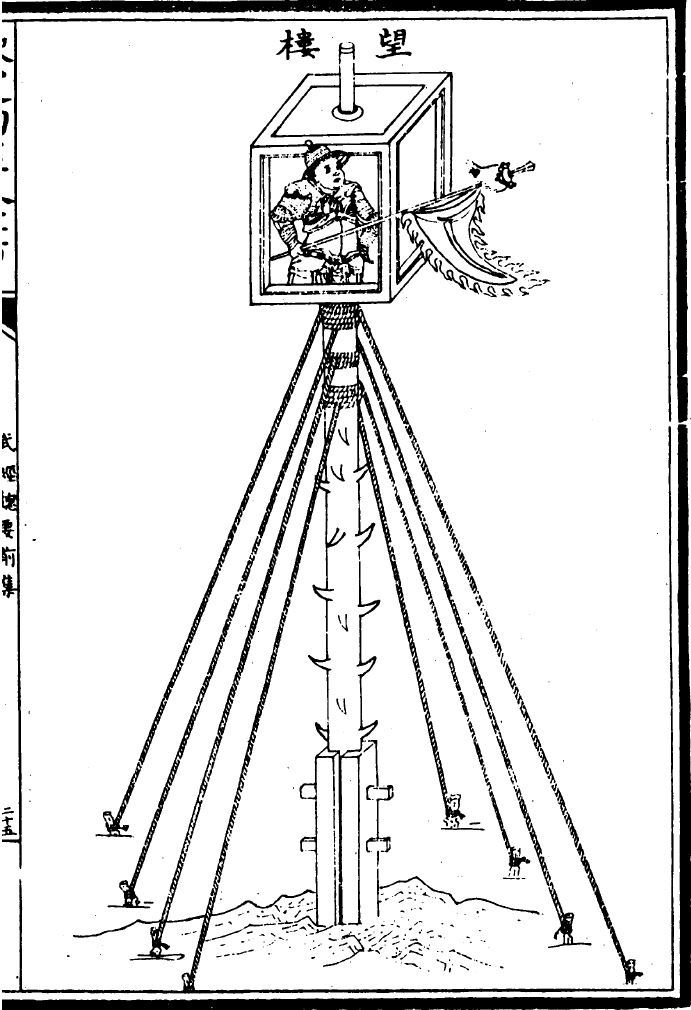
سلالة سونغ
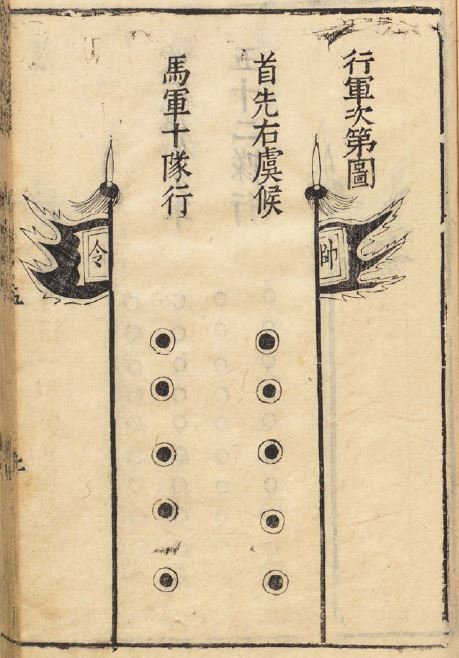
سلالة سونغ
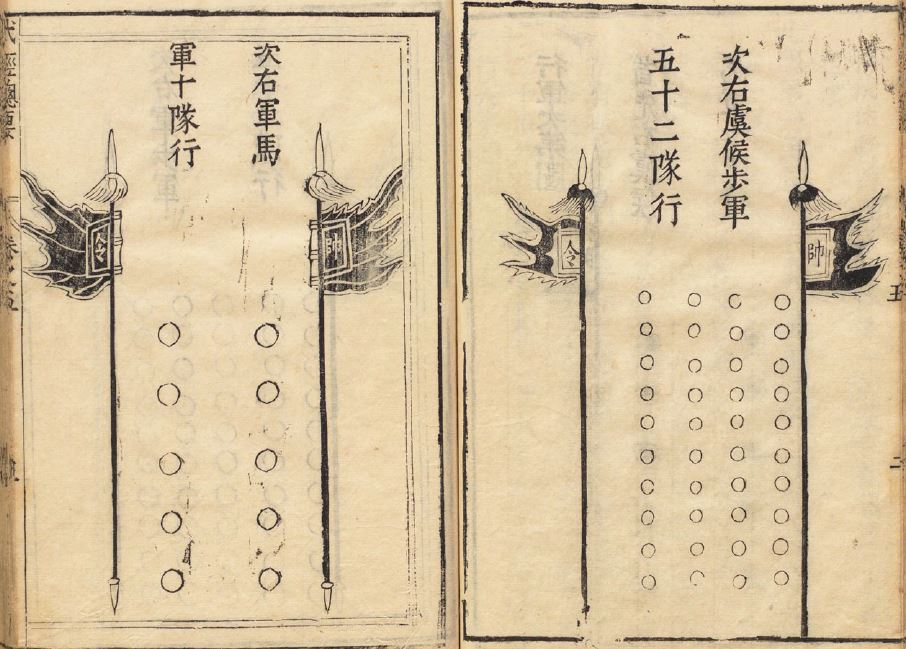
سلالة سونغ
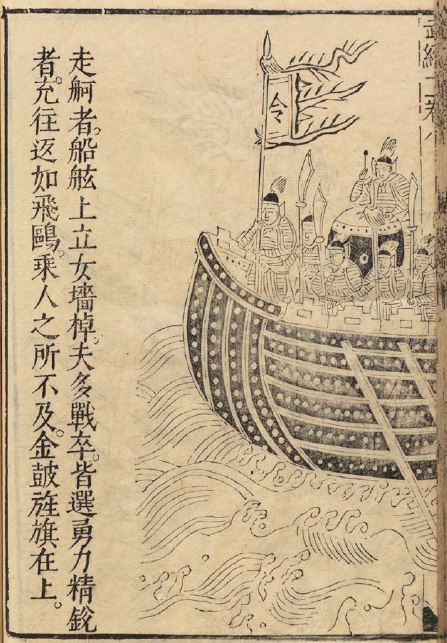
سلالة سونغ

## الامتيازات والمستعمرات الأجنبية

### داليان
| علَم | مدة       | يستخدم                   | وصف         |
| --- | --------- | ------------------------ | ----------- |
|     | 1905–1945 | أراضي كوانتونغ المستأجرة | علم اليابان |
|     | 1898–1905 | داليان الروسية           | علم روسيا   |

### تيانجين
| علَم | مدة       | يستخدم                         | وصف                |
| --- | --------- | ------------------------------ | ------------------ |
|     | 1901–1917 | امتياز تيانجين النمساوي المجري | علم ملكية هابسبورغ |
|     | 1902–1931 | امتياز تيانجين البلجيكي        | علم بلجيكا         |
|     | 1860–1943 | الامتياز البريطاني لتيانجين    | علم الاتحاد        |
|     | 1901–1943 | امتياز تيانجين الإيطالي        | علم إيطاليا        |
|     | 1900–1924 | امتياز روسيا في تيانجين        | علم روسيا          |

### السكك الحديدية الشرقية الصينية
| علَم | مدة       | يستخدم | وصف |
| --- | --------- | ------ | --- |
|     | 1932–1935 |        | مزيج من علم مانشوكو في الأعلى وعلم الاتحاد السوفييتي في الأسفل.                                                                                    |
|     | 1928–1932 |        | مزيج من علم جمهورية الصين في الأعلى وعلم الاتحاد السوفييتي في الأسفل.                                                                              |
|     | 1925–1928 |        | مزيج من علم الخمسة أعراق تحت اتحاد واحد في الأعلى وعلم الاتحاد السوفييتي في الأسفل.                                                                |
|     | 1915–1925 |        | مزيج من النسخة المثلثة لعلم اتحاد الأعراق الخمسة تحت علم واحد وعلم روسيا، مع النص "شركة السكك الحديدية للمقاطعات الشرقية في الصين" باللغة الصينية. |
|     | 1897–1915 |        | مزيج من النسخة المثلثة لعلم أسرة تشينغ وعلم روسيا، مع النص "سكة حديد المقاطعات الشرقية في تشينغ العظيمة" باللغة الصينية.                           |

### تشينغداو
| علَم | مدة       | يستخدم                       | وصف                     |
| --- | --------- | ---------------------------- | ----------------------- |
|     | 1898–1914 | أراضي خليج كياوتشو المستأجرة | علم ألمانيا (1867–1918) |

### شنغهاي
| علَم | مدة             | يستخدم                       | وصف                  |
| --- | --------------- | ---------------------------- | -------------------- |
|     | حوالي 1917-1941 | تسوية شنغهاي الدولية         |                      |
|     | 1863–ج. 1917    | تسوية شنغهاي الدولية         |                      |
|     | 1849–1943       | امتياز شنغهاي الفرنسي        | علم فرنسا            |
|     | 1845–1863       | الامتياز البريطاني في شنغهاي | علم الاتحاد          |
|     | 1848–1863       | امتياز أمريكي في شنغهاي      | علم الولايات المتحدة |

### ويهاي
| علَم | مدة       | يستخدم             | وصف                                                                            |
| --- | --------- | ------------------ | ------------------------------------------------------------------------------ |
|     | 1903–1930 | ويهايوي البريطانية | العلم البريطاني الأزرق مع بطتين من نوع الماندرين تقفان على الشاطئ. علم ويهايوي |
|     | 1899–1903 | علم مفوض ويهايوي   |                                                                                |
|     | 1903–1930 | علم مفوض ويهايوي   |                                                                                |

### تشانجيانغ
| علَم | مدة       | يستخدم      | وصف       |
| --- | --------- | ----------- | --------- |
|     | 1898–1945 | قوانغتشووان | علم فرنسا |

## الدول الانفصالية

### تركستان الشرقية
| علَم | مدة       | يستخدم                             | وصف |
| --- | --------- | ---------------------------------- | --- |
|     | 1933–1934 | علم جمهورية تركستان الشرقية الأولى |     |

### التبت
| علَم | مدة           | يستخدم                            | وصف |
| --- | ------------- | --------------------------------- | --- |
|     | 1958–1974     | علم تشوشي جانجدروك                | كانت تستخدم من قبل تشوشي جانجدروك ، وهي جماعة حرب عصابات تبتية، حتى عام 1974. ولا تزال المجموعة موجودة بين المنفيين التبتيين ولا تزال تستخدم شعار السيف. |
|     | 1959–حتى الآن | علم التبت                         | يستخدمه حاليًا الحكومة التبتية في المنفى الواقع في دارامشالا ، الهند                                                                                      |
|     | 1916–1951     | علم التبت (1912–1951)             | استخدمها التبتيون حتى عام 1951. |
|     | ؟ -1951       | علم الجنرال ديرجي سي للجيش التبتي | |